# Grand Prix automobile des Frontières 1934
Le Grand Prix automobile des Frontières 1934 est un Grand Prix qui s'est tenu sur le circuit de Chimay le 20 mai 1934.

## Classement de la course
| Pos. | Pilote                | Écurie                | Châssis          | Tours            | Temps/Abandon   |
| ---- | --------------------- | --------------------- | ---------------- | ---------------- | --------------- |
| 1    | Willy Longueville     | Privé                 | Bugatti Type 35B | 15               | 1 h 22 min 58 s |
| 2    | Bruno Sojka           | Privé                 | Bugatti Type 51A | 15               | + 1 min 26 s    |
| 3    | Porter                | Privé                 | Bugatti Type 37A | 15               | + 1 min 36 s    |
| 4    | Claude « Barowski »   | Privé                 | Bugatti Type 51A | 14               | + 1 tour        |
| Abd. | Arthur Legat          | Privé                 | Bugatti Type 37A | 5                | Valve           |
| Np.  | Houp                  | ?                     | Bugatti          |                  |                 |
| Np.  | Meert                 | ?                     | Alfa Romeo       |                  |                 |
| Np.  | Hans Simons           | ?                     | Bugatti          | Bugatti Type 37A |                 |
| Np.  | Whitney Straight      | Whitney Straight Ltd. | Maserati 8CM     |                  |                 |
| Np.  | Jose Maria de Texidor | ?                     | Alfa Romeo       |                  |                 |

- Légende: Abd.=Abandon ; Np.=Non partant

## Pole position et Record du tour
- Pole position : ?
- Meilleur tour en course :  Willy Longueville en 5 min 19 s 2 (94,1 km/h).